# Şanlıurfa (tartomány)
Şanlıurfa tartomány (szírül:  ܐܘܪܗܝ Urhoy) Törökország egyik tartománya a Délkelet-anatóliai régióban, székhelye Şanlıurfa városa. Keleten Mardin, nyugaton Gaziantep, északon Adıyaman, északnyugaton Diyarbakır, délen Szíria határolja.

## Körzetek
A tartománynak 11 körzete van:
- Akçakale
- Birecik
- Bozova
- Ceylanpınar
- Halfeti
- Harran
- Hilvan
- Şanlıurfa
- Siverek
- Suruç
- Viranşehir

## Képek

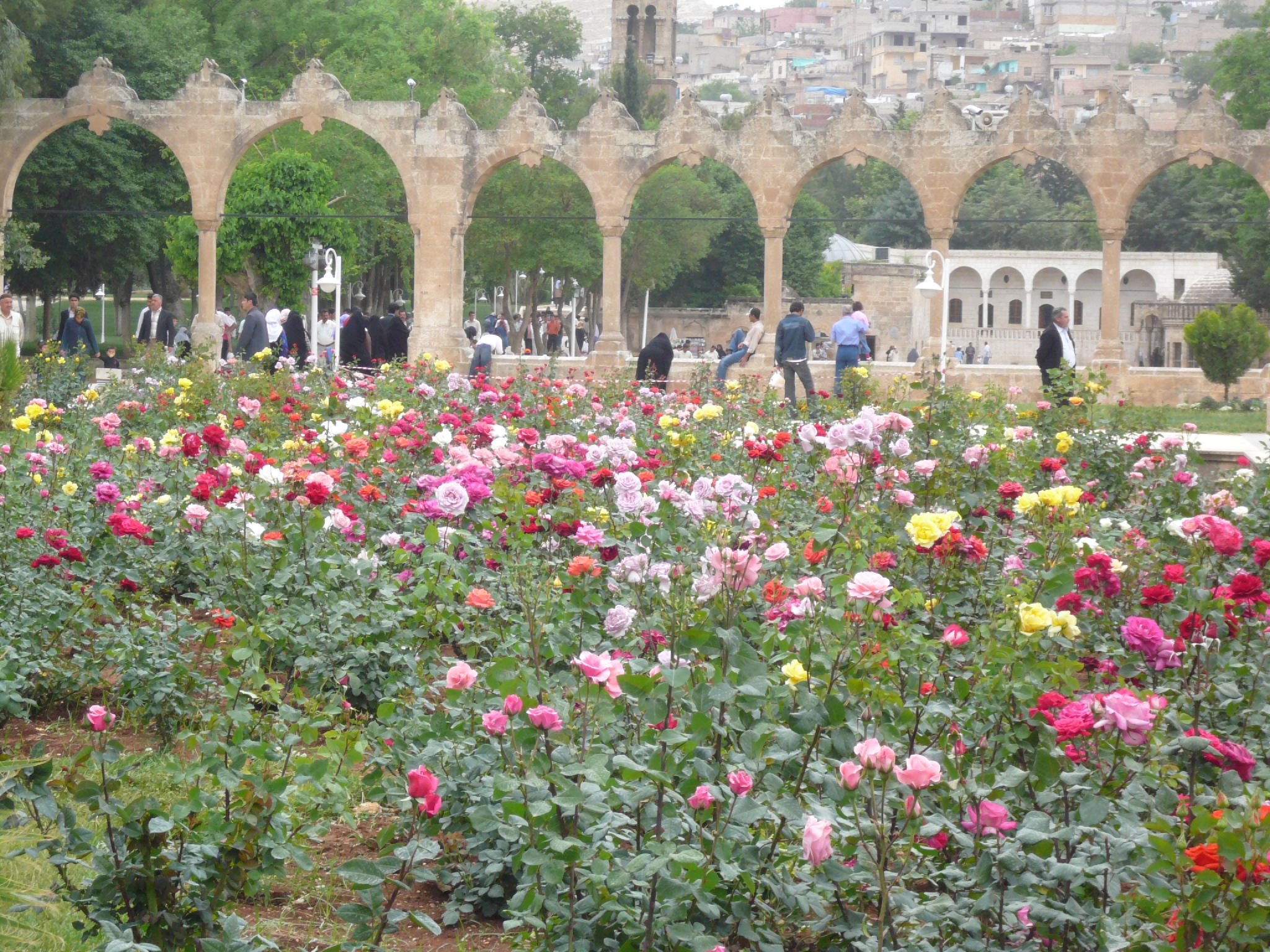
Rózsakert Şanlıurfában
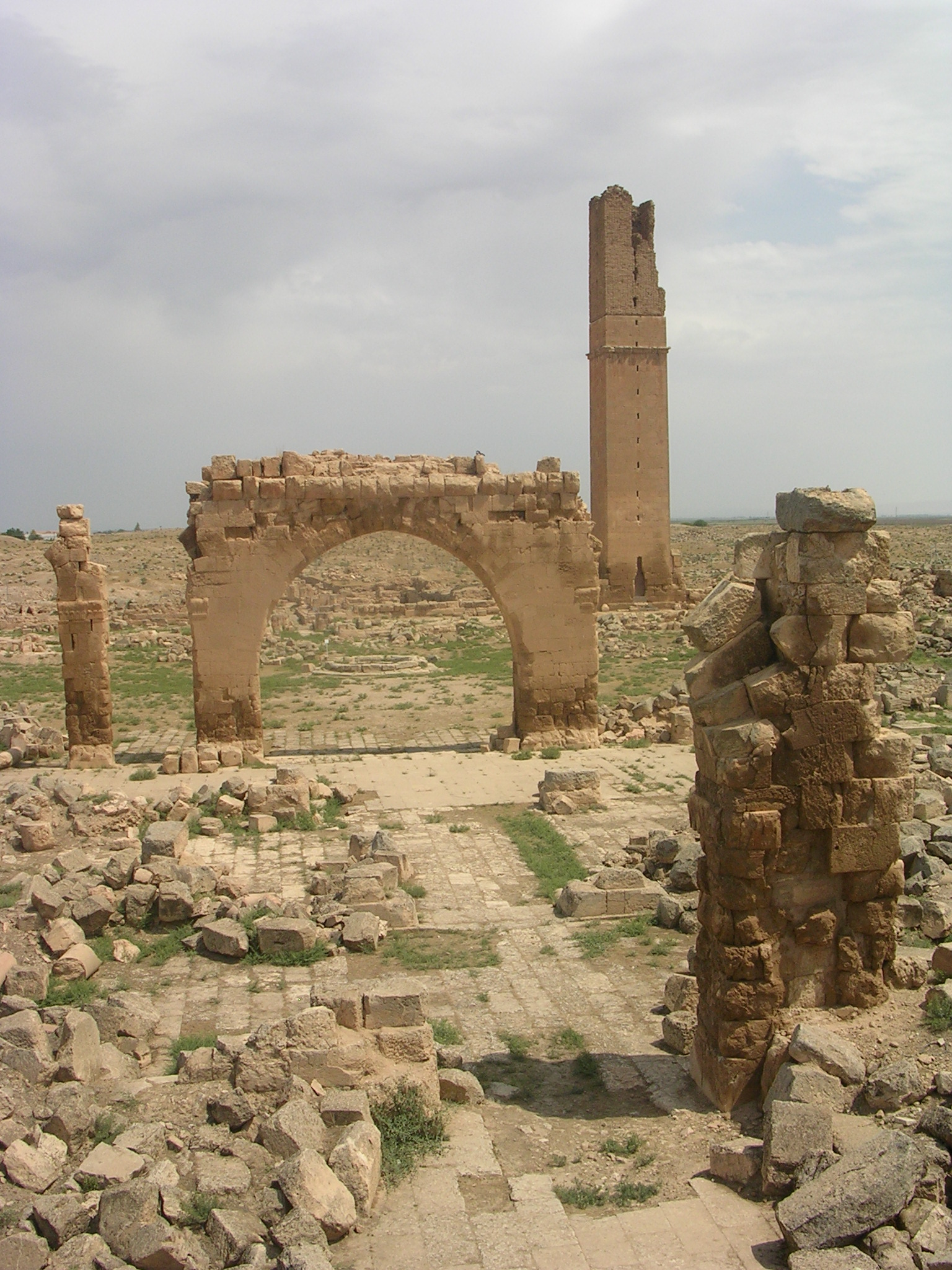
Harran, Şanlıurfa tartomány